# Beekdaelen
Beekdaelen (en limbourgeois : Baekdale), est une commune néerlandaise située dans le sud de la province de Limbourg. La commune est créée le 1er janvier 2019 par la fusion des communes de Nuth, Onderbanken et Schinnen.
Au 1er janvier 2023, la nouvelle commune compte 35 967 habitants et couvre une superficie de 78,48 km2 ou 7 840 ha (dont 0,2 km2 d'eau) ,.

## Géographie
| Sittard-Geleen | Selfkant (Rhénanie-du-Nord-Westphalie - Allemagne) | Gangelt (Rhénanie-du-Nord-Westphalie - Allemagne) |
| Beek           | Beekdaelen                                         | Brunssum                                          |
| Meerssen       | Fauquemont-sur-Gueule, Voerendaal                  | Heerlen                                           |

## Patrimoine
- Le château d'Amstenrade. L'intérieur du château est richement décoré par des artistes de la province de Liège [5]. Le paysagiste Jean Gindra a aménagé le parc de 11 hectares [6].
- Le château Doenrade [7].
- Le château Reijmersbeek à Nuth [8].

## Lien externe

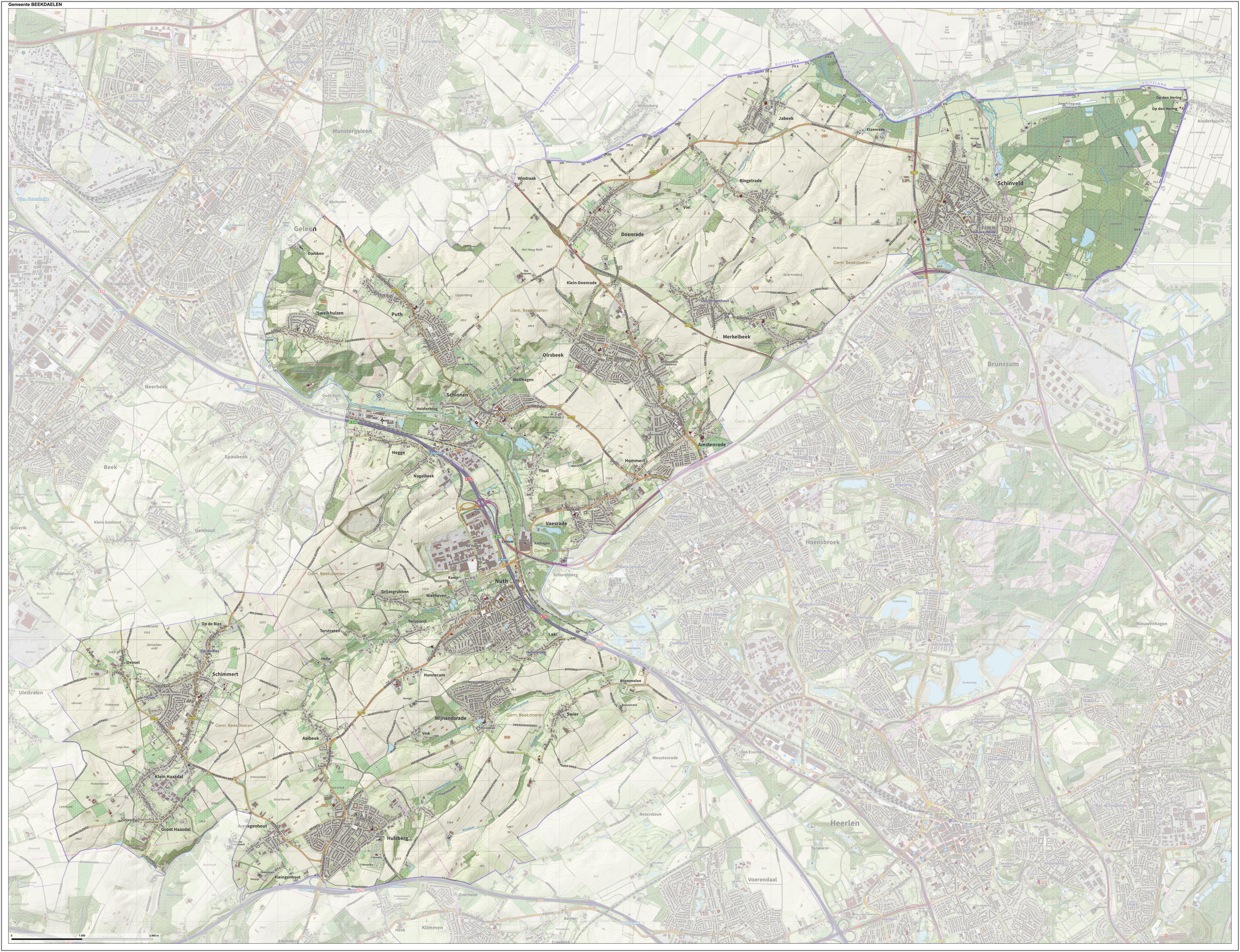
Plan détaillé de la commune de Beekdaelen